# Antoine-Louis-Pierre-Joseph Godart de Belbeuf
Pour les articles homonymes, voir Famille Godart de Belbeuf, Godart de Belbeuf, Godart et Belbeuf (homonymie).
Antoine-Louis-Pierre-Joseph Godart, marquis de Belbeuf (20 octobre 1791, Rouen - 16 février 1872, château de Belbeuf), est un magistrat et homme politique français.

## Biographie
Issu d'une famille de magistrats, la famille Godart de Belbeuf, il est le fils de Louis-Pierre-François Godart de Belbeuf, procureur général au Parlement de Normandie, député de la Noblesse du Bailliage de Rouen aux Etats généraux de 1789, et d'Angélique de Laverdy. Il est aussi le petit-fils de Jean Pierre Prosper Godart de Belbeuf, procureur général au Parlement de Normandie, et celui de Clément Charles François de L'Averdy, conseiller au Parlement de Paris, contrôleur général des Finances.

### Un magistrat
Suivant la tradition de sa famille, il entre dans la magistrature en 1813 comme juge-auditeur au tribunal civil de Nogent-sur-Seine. Il fut, sous Louis XVIII, conseiller auditeur à la Cour royale de Paris et devint, en 1821, conseiller titulaire.
Sous la Monarchie de Juillet, il est nommé en 1832 premier président de la Cour royale de Lyon. 

### Un parlementaire
Le 3 octobre 1837, il est nommé pair de France et soutient les gouvernements de la Monarchie de juillet jusqu'à la révolution de 1848.

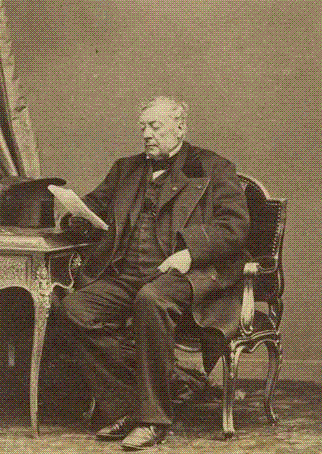
Antoine-Louis-Pierre-Joseph Godart de Belbeuf (photo prise en 1863).

Le 26 janvier 1852, il est nommé sénateur du Second Empire et soutient le régime impérial jusqu'à sa chute, en.septembre 1870. Il rentre alors dans la vie privée. 
Il est inhumé à Belbeuf.

### Mariage et descendance
Il épouse en 1821 Claudine Béatrix  Terray (1800-1846), fille de Hippolyte Terray de Rozières, préfet sous la Restauration, et de Claire de Morel-Vindé, sa première épouse. Dont quatre enfants :
- Berthe Godart de Belbeuf (1822-1846), mariée en 1844 avec Oscar Asselin de Villequier (1818-1895), petit-fils de Marie Jacques François Alexandre Asselin de Villequier. Dont postérité ;
- Raoul Godart de Belbeuf (1825-1870), magistrat, marié en 1849 avec Alix Siméon (1829-1898), fille d'Henri Siméon, sénateur. Dont un fils unique, Jacques Godart de Belbeuf, 6e marquis de Belbeuf (1850-1906), marié en 1881 avec Mathilde de Morny, nièce de l'empereur Napoléon III, sans postérité ;
- Marie Godart de Belbeuf (1829-1917), mariée en 1856 avec Just de Bernon (1824-1884), dont postérité ;
- Charlotte Godart de Belbeuf (1835-1926), mariée en 1858 avec Georges de Mathan (1830-1909), fils d'autre Georges de Mathan. Dont postérité.

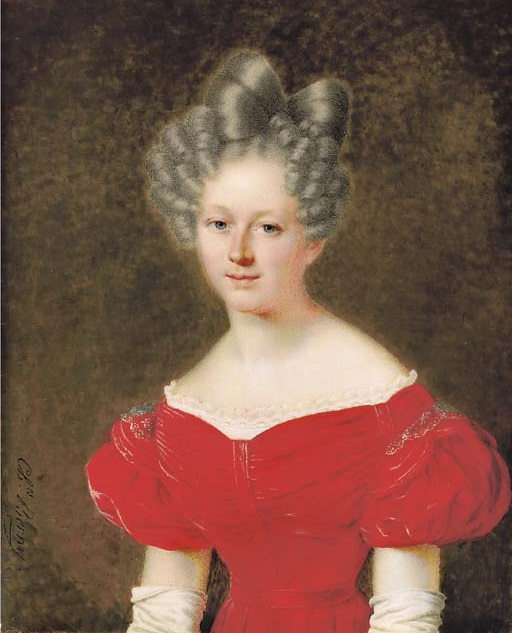
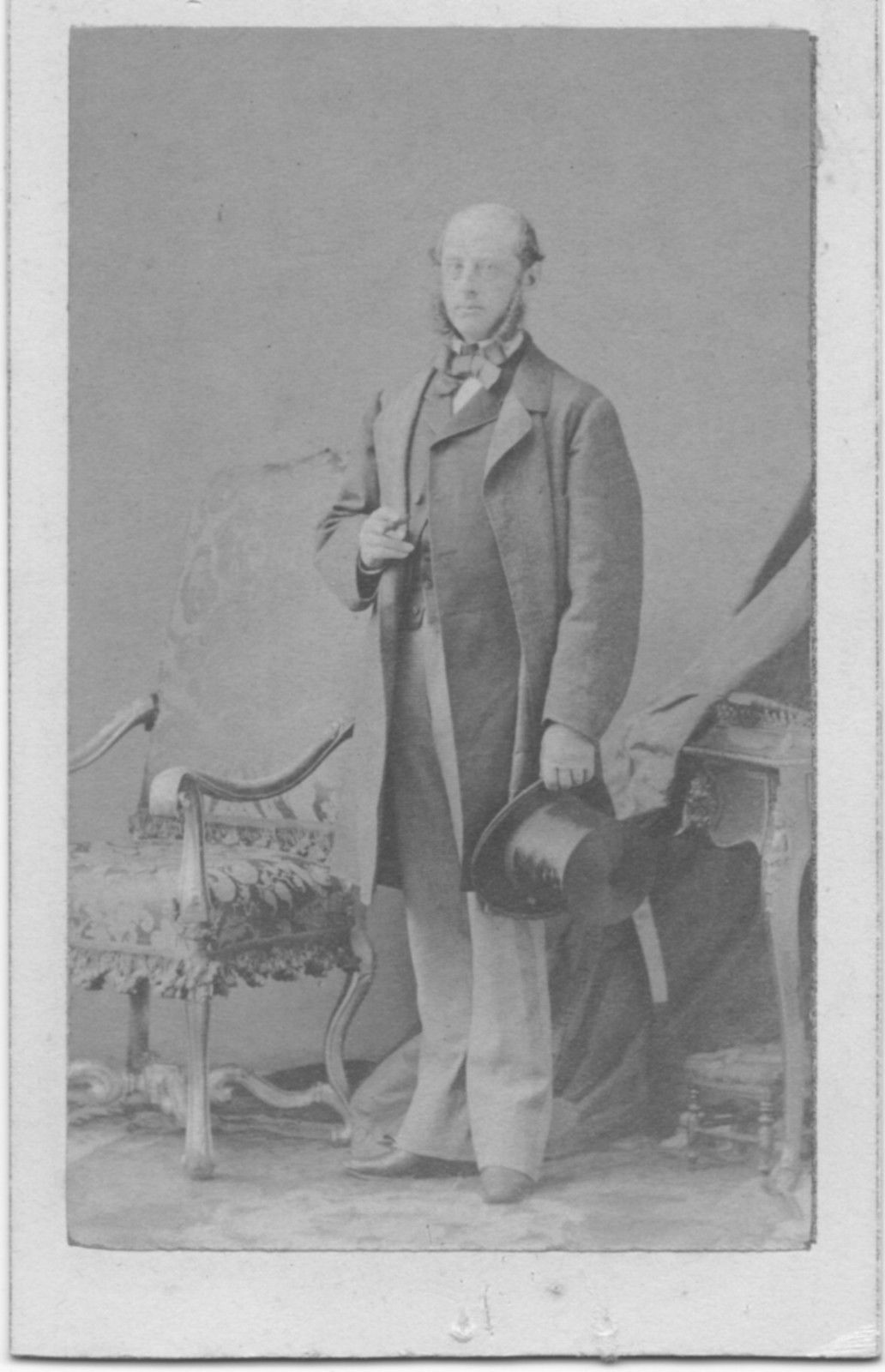
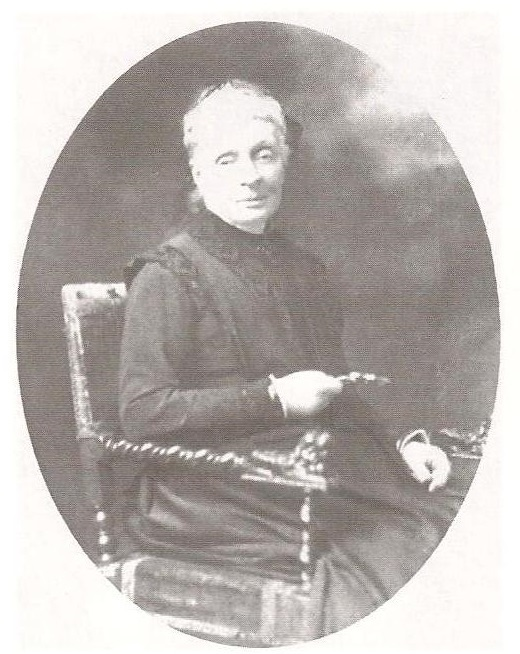

- Fichier:Claudine_Béatrix_Godart_de_Belbeuf_née_Terray_(1800-1846).jpg
- Fichier:Pierre_Claude_Raoul_GODART_de_BELBEUF.jpg
- Fichier:Charlotte_Godart_de_Belbeuf,_marquise_de_Mathan.jpg

### Distinction
- Commandeur de la Légion d'honneur (1864)[3]

### Sources

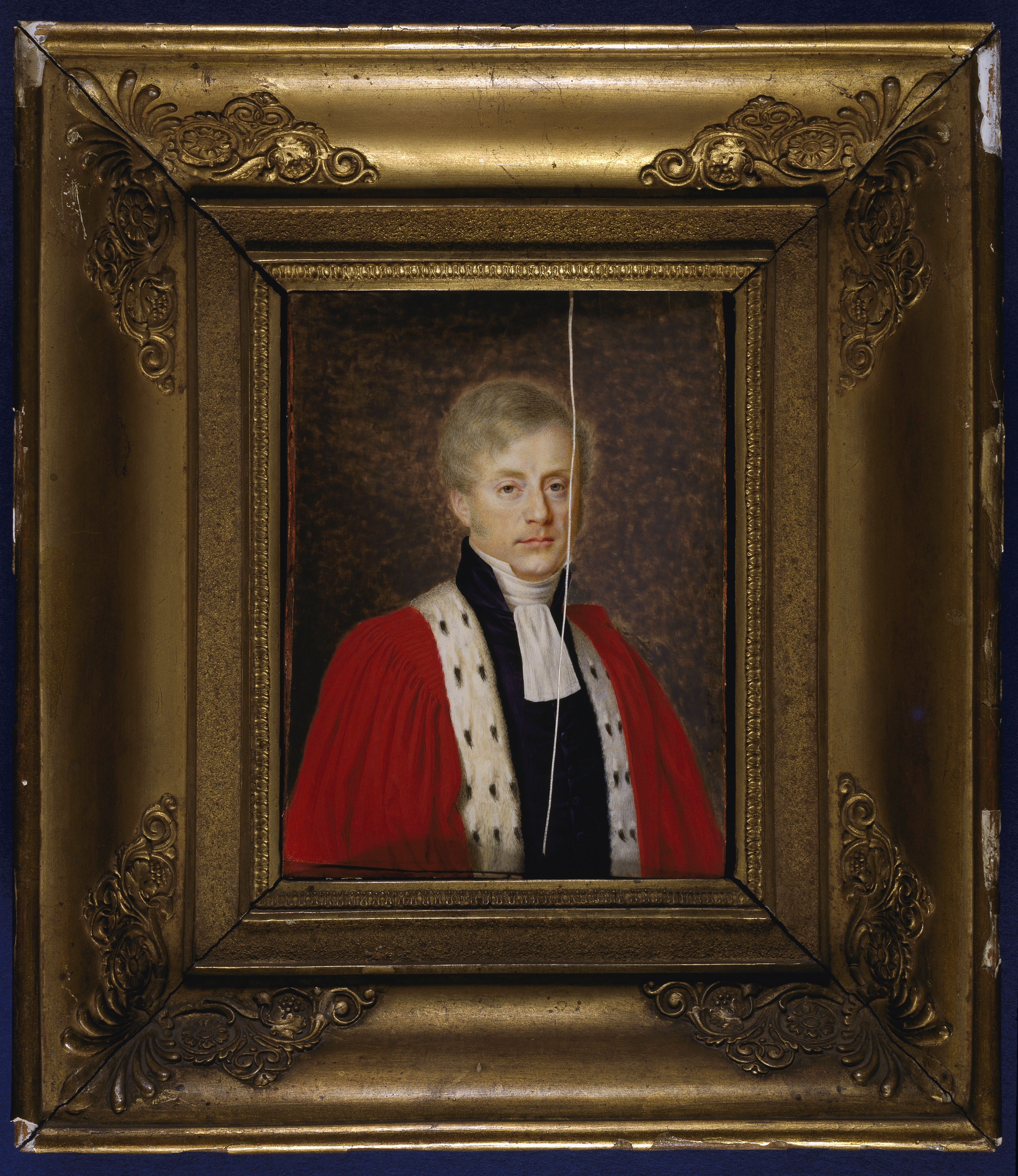
Portrait miniature par Charles Berny d'Ouvillé

- Portrait miniature par Charles Berny d'Ouvillé« Belbeuf (Antoine-Louis-Pierre-Joseph Godard, marquis de) », dans Adolphe Robert et Gaston Cougny, Dictionnaire des parlementaires français, Edgar Bourloton, 1889-1891 [détail de l’édition]